# Canal Stroudwater

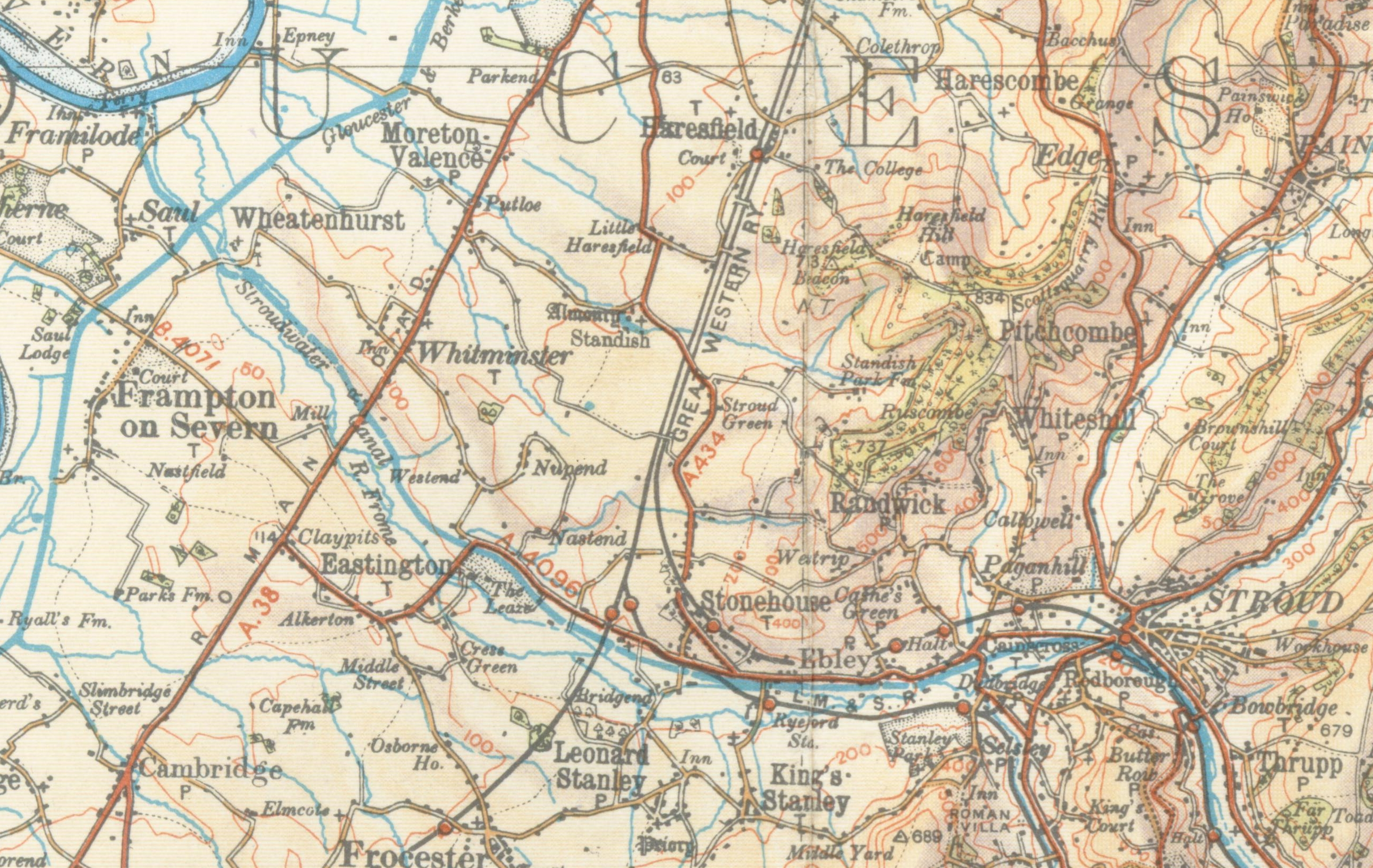
Le canal en 1933.

Le canal Stroudwater est un canal dans le Gloucestershire, en Angleterre. Il relie la ville de Stroud à la rivière Severn.
Les travaux ont commencé en 1730 car les propriétaires ont cru qu'un acte du parlement de 1730 leur en donnait le droit. L'autorisation ne fut accordée qu'en 1776, une partie étant déjà construite. Avec ses 12 km de long, 32 m de large et 12 écluses, l'ouverture du canal date de 1779. Le succès commercial fut au rendez-vous, le charbon étant le principal chargement.
À la suite de l'ouverture du canal de la Tamise et de la Severn en 1789, il faisait partie d'une voie de transit de Bristol à Londres, bien qu'une grande partie de son commerce a disparu lorsque le canal Kennet et Avon  a fourni une route plus directe en 1810. Malgré la concurrence des chemins de fer, les gestionnaires du canal ont continué à verser des dividendes aux actionnaires jusqu'en 1922. Il n'a finalement été abandonné qu'en 1954.
Avant même sa fermeture, on avait intérêt à conserver le canal pour sa valeur patrimoniale. La Stroudwater Canal Society, qui devint plus tard le Cotswold Canals Trust, a été créée en 1972. En raison de l'hostilité initiale des propriétaires qui n'avaient pas été démis de leurs pouvoirs lors de la fermeture du canal, un accord a été conclu et les travaux ont commencé pour la remise en état du cours d'eau. Le projet a gagné en popularité. En 2003, une offre a été faite à l'Heritage Lottery Fund pour 82 millions de livres sterling afin de restaurer à la fois le canal de Stroudwater et le canal de la Tamise et de la Severn. Le projet a dû être divisé en phases plus petites ; seule la première phase a jusqu'à présent été financée de cette manière, lorsqu'une subvention de 11,9 millions de livres sterling a été confirmée en 2006. Avec un financement coomplémentaire, cela a permis à la section de "The Ocean" à Stonehouse à Wallbridge à rouvrir, ainsi que la section Wallbridge à Hope Mill du canal de la Tamise et de la Severn.
Une deuxième demande à l' Heritage Lottery Fund pour la connexion de Stonehouse au Gloucester and Sharpness Canal à Saul a été rejetée en 2007. Cette section a présenté quelques défis techniques, car elle a été coupée par la construction de l'autoroute M5 et la route A38. Le rond-point où l'A38 rejoint la route A419 a été construit au-dessus de l'écluse de Bristol Road, et une partie du canal a été détruite par les travaux de protection contre les inondations pour la rivière Frome, tandis qu'à Stonehouse, le pont ferroviaire du Bristol and Gloucester Railway avait été remplacé par un ponceau. Une offre au nouveau conseil des transports locaux du Gloucestershire pour sa réintégration et la création d'un sentier longue distance le long de l'itinéraire a été rejetée, mais en 2019, l'Heritage Lottery Fund a accordé une nouvelle subvention de 8,9 millions de livres sterling à la section d'Ocean à Saül. Highways England a également accordé une subvention de 4 millions de livres sterling pour financer la construction du canal sous le rond-point de l'A38, et il est prévu que le tronçon Stroud soit relié au réseau national des voies navigables à Saul Junction d'ici 2025. En dehors de la restauration principale, le Cotswold Canals Trust restaure progressivement de nombreuses autres structures, dans le but de rouvrir une liaison entre la Tamise et la Severn.

## Histoire

### Construction
Les premiers plans pour rendre navigable la petite rivière Frome, également connue sous le nom de Stroudwater, remontent à trois ans avant la fin du XVIIe siècle. Le but était de favoriser l'industrie de la laine, en transportant le charbon de la Severn à Stroud et en transportant le tissu fini vers les marchés. Mais les propriétaires de moulins se sont opposés au projet, et cela n'a abouti à rien.
L'idée a été relancée en 1728, lorsque John Hore, qui avait auparavant réussi à rendre la Kennet navigable, a proposé un canal d'environ 13,2 km de long, avec 12 écluses, adapté aux barges de 60 tonnes. Un Acte du Parlement a été obtenu en 1730, avec le soutien des acteurs du textile, malgré l'opposition de certains des meuniers, mais elle semblait ignorer les recommandations de Hore, en ce qu'elle était à nouveau basée sur la mise en navigabilité de la rivière. Comme les meuniers ont obtenu des compensations qui auraient mené à la fermeture de la navigation pendant deux mois chaque année et que les péages ont été fixés à un niveau qui aurait découragé le trafic, aucune suite n'a été donnée.
John Dallaway qui avait été nommé commissaire en vertu de la loi de 1730 chargea l'ingénieur Thomas Yeoman de faire un nouveau relevé en 1754, et son plan fut publié l'année suivante. Pour une navigation de Wallbridge à la Severn, estimée à 8 145 £, qui nécessiterait 16 écluses et quatre réalisations qui étaient probablement des demi-écluses ou des staunches. Afin d'apaiser les meuniers, l'eau pour le fonctionnement des écluses serait fournie par un réservoir sous Wallbridge qui couvrirait 0,8 ha1 et serait rempli le dimanche, lorsque les moulins étaient inactifs et n'auraient pas besoin d'eau. Les péages ont été fixés à un niveau plus réaliste. Alors que le soutien et le financement du programme étaient en cours d'obtention, John Kemmett, Arthur Wynde, James Pynock et Thomas Bridge ont conçu un système qui utilisait des grues à chaque déversoir de l'usine pour transférer la cargaison, stockée dans des conteneurs, d'un bateau d'un niveau à un autre de l'autre côté du déversoir.. Une loi a été votée en 1759 qui autorisait Kemmett et les autres à construire le canal sans écluse pour éviter la perte d'eau pour les moulins La loi accordait deux ans pour l'achèvement du projet et bien que certains progrès aient été réalisés en avril 1761, Kemmett reçut une prolongation de six ans à ce moment-là. Après avoir achevé environ 5 milles (8 km) de rivière, les travaux ont été abandonnés car trop coûteux.
Les travaux ont repris sous la direction de Priddy mais il a été rapidement remplacé par Edmund Lingard qui avait été l'ingénieur du canal de Coventry. Le canal a été ouvert par étapes au fur et à mesure de son avancement. Il atteignit Chippenham Platt à la fin de 1777, Ryeford en janvier 1779 et il fut ouvert jusqu'au terminus de Wallbridge le 21 juillet 1779. Il avait coûté 40 930 £, qui avaient été collectées en fixant à 150 £ chaque part de 100 £, en empruntant de l'argent aux actionnaires, en s'endettant et en utilisant les péages des parties du canal déjà ouvertes. Le trafic était d'environ 16 000 tonnes par an, ce qui a permis à l'entreprise de rembourser les dettes et de déclarer un premier dividende de cinq pour cent en 1786.

### Travaux et mise en service
Les écluses étaient de taille appropriée pour les  Trows de la Severn qui mesuraient 21,9-m x 4,7m et pouvaient transporter 60 tonnes. Le canal n'était pas pourvu de chemin de halage pour les chevaux. Quelques bateaux naviguaient de manière autonome le long du canal mais la plupart étaient tirés par des hommes. L'écluse de Framilode à l'entrée du canal était une écluse à marée, avec plusieurs portes pour faire face à tous les niveaux de la marée. Lorsqu'un navire arrivait à la jonction, une corde était tirée de celui-ci jusqu'au rivage et attachée à un cabestan ensuite utilisé pour tracter le bateau dans l'écluse. Une fois le canal ouvert, les propriétaires ont investi pour améliorer les installations et plusieurs entrepôts ont été construits. De nombreux actionnaires ont également participé au projet du Canal de la Tamise et de la Severn  qui a été achevé en 1789 et a fourni une liaison directe entre Wallbridge et la Tamise à Lechlade.
Le canal étant considéré comme une voie navigable commerciale ; les bateaux de plaisance sont découragés de l'utiliser par l'instauration d'un droit de passage de 1 £ (en 2022 : 1,16€) pour l'utilisation de chaque écluse.
La principale marchandise transportée était le charbon. En 1788, un groupe d'actionnaires a créé un « comité du charbon » et a commencé à faire du commerce. Au début, le produit provenait des bassins houillers du Staffordshire, voyageant via le Staffordshire and Worcestershire Canal, ou des bassins houillers du Shropshire, mais cela a ensuite été complété par du charbon des mines du sud du Gloucestershire, puis de la Forêt de Dean. Cette activité rentable s'est poursuivie jusqu'en 1833. Les bateaux qui empruntaient le canal étaient des Severn Trows, un type de voilier équipé de ketch, cotre ou des embarcations avec un gréement de sloop. Beaucoup ont ensuite été convertis pour être utilisés comme barges toutes simples en enlevant les mâts mais aucun n'a été conservé jusqu'à maintenant.
En 1794, un bassin est construit au-dessus de l'écluse de Framilode afin que les navires puissent y attendre que la marée de la Severn soit à un niveau convenable. Cela avait été demandé par la compagnie Thames and Severn Canal, mais les demandes d'un chemin de hâlage pour chevaux en 1799 et 1812 ont été rejetées comme trop chères. Ils en ont finalement fourni un après la construction du Gloucester and Berkeley Canal. Le canal était la seule partie de la voie navigable de Shrewsbury sur la Severn à Teddington sur la Tamise qui n'en était pas dotée. Il a été achevé en août 1827. L'ouverture du canal Gloucester et Berkeley, en 1825, a nécessité une légère déviation au niveau du croisement à Saul. Les niveaux ont été ajustés en construisant une nouvelle écluse sur le Stroudwater en dessous de la jonction, pour s'assurer qu'aucune des deux compagnies ne perde de l'eau au profit de l'autre ; la nouvelle société a payé pour sa construction. Après l'ouverture du canal Gloucester et Berkeley à Sharpness en 1827, le lien entre Saul et la Severn à Framilode a été beaucoup moins utilisé, bien que le charbon de la forêt de Dean emprunte toujours cette voie.
Le trafic, les recettes et les dividendes ont régulièrement augmenté. Les recettes des péages sont passés de 1 468 £ en 1779 à 6 807 £ en 1821. Le premier dividende de 3,75 % a été payé en 1786 et avait atteint 15,78 % en 1821. Les chiffres de tonnage ne sont pas disponibles pour les premières années, mais le trafic est monté à 79 359 tonnes en 1821. Une baisse du transport de marchandises a eu lieu en 1810, lorsque le canal Kennet et Avon a ouvert et a fourni un itinéraire plus pratique de Bristol à Londres. Le trafic a repris sa croissance après 1819, lorsque le North Wilts Canal a ouvert, fournissant un lien de Latton près de Cricklade à Abingdon via Swindon et le canal de Wilts et Berks, ce qui était plus facile que d'utiliser la Tamise.
Le dividende le plus élevé a été versé en 1833, lorsque les actionnaires ont reçu 26,33 %, après quoi les recettes et les dividendes ont régulièrement chuté. En 1859, afin de permettre le passage d'une barge à charbon appelée la Queen Esther, deux des écluses ont été élargies.

### Déclin

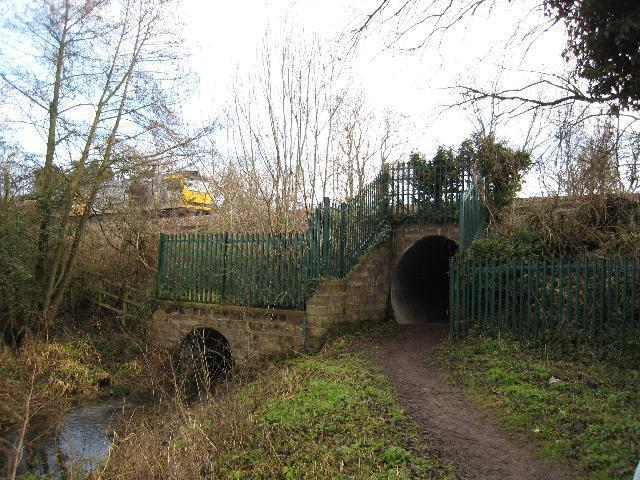
Le pont sous la ligne de Gloucester à l'« Océan » a été remplacé par un ponceau dans les années 1960.

La concurrence avec le chemin de fer est venue en 1825, quand un projet de ligne de Framilode Passage à Brimscombe Port est apparu. Les péages du canal ont été réduits comme outil de négociation, mais les promoteurs ont poursuivi leur projet. La Stroudwater Company s'y est opposée et elle a été déboutée au Parlement.
Le Great Western Railway a ouvert une ligne, la Golden Valley line de Swindon à Gloucester, en 1845, qui traversait Stroud, mais les effets sur le canal étaient plutôt moindres que les effets sur la Tamise et la Severn. Cependant, en 1863, le Stonehouse and Nailsworth Railway Act a été adopté, autorisant la construction d'un chemin de fer de Stonehouse à Dudbridge et Nailsworth qui faisait directement concurrence au canal.
Les dividendes sont tombés en dessous de 5 pour cent après 1880, bien qu'ils n'aient pas complètement cessé jusqu'en 1922. À la même époque, la jonction avec la Severn est bloquée, laissant la connexion au canal Gloucester et Sharpness comme le seul lien entre le canal et la rivière Severn.
Le dernier péage a été payé en 1941 et la majeure partie du canal a été officiellement abandonnée par une loi du Parlement votée en 1954. Bien que cela ait supprimé la nécessité d'entretenir la voie navigable pour la navigation, la Compagnie des propriétaires n'a pas été dissoute et a conservé la plupart de ses autres pouvoirs. El se compose de ceux qui détiennent désormais les actions d'origine, bien que plus de la moitié des actions aient été transférées à une fiducie dans les années 1950, ce qui empêche les prises de contrôle hostiles et garantit que l'entreprise sera toujours gérée au profit des communautés traversées par le canal.
Après la fermeture du canal, la société a continué à générer des revenus pendant de nombreuses années grâce à la vente d'eau et aux loyers produits par les propriétés.

## Restauration

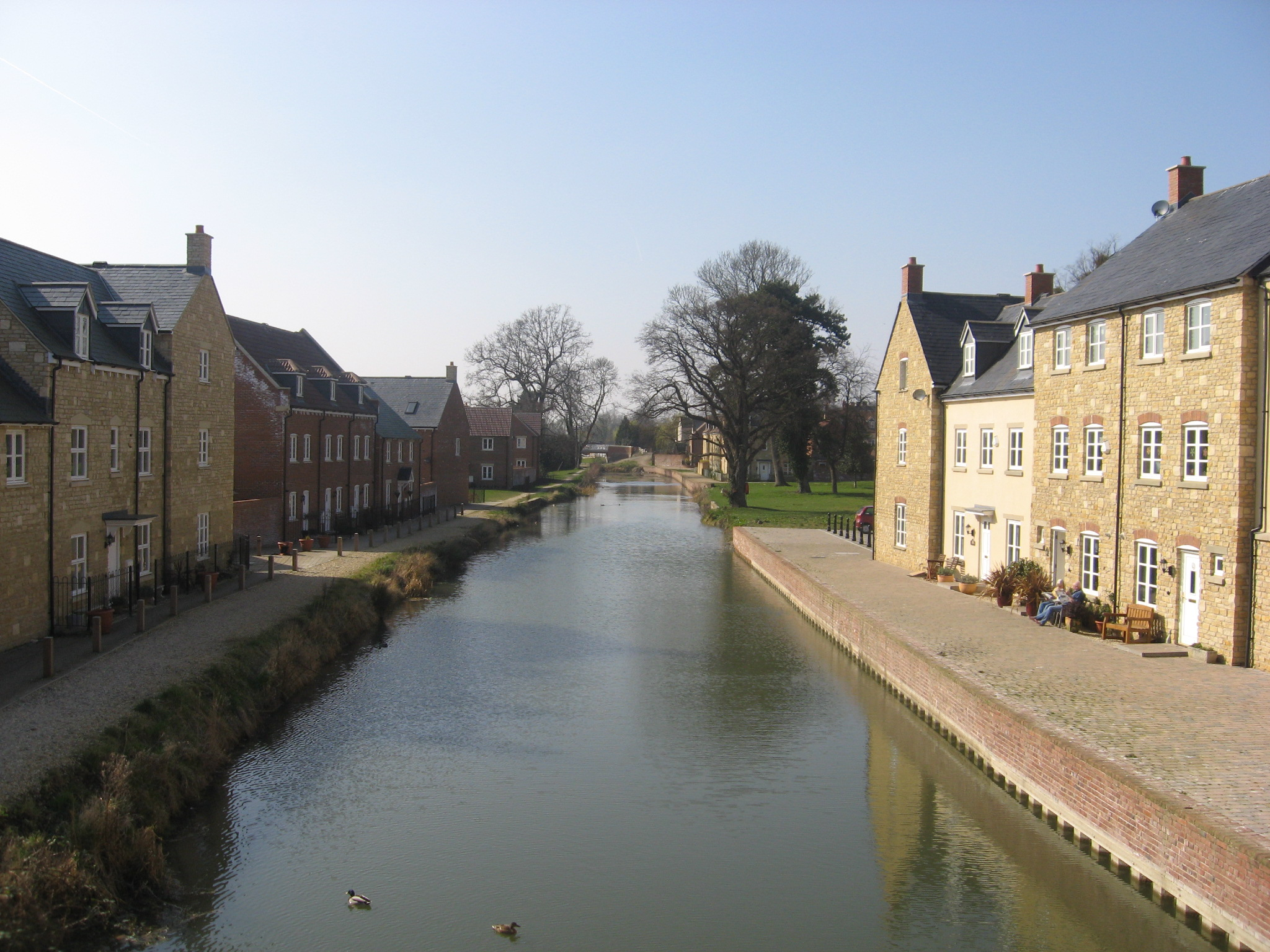
Une nouvelle zone construite longe le canal restauré à l'ouest d'Ebley Mill.

L'intérêt de maintenir le canal pour sa valeur patrimoniale et les loisirs a commencé à se manifester avant sa fermeture. L'Inland Waterways Association a organisé une campagne pour le conserver lorsque les projetss de fermeture ont été annoncés pour la première fois en 1952. Les membres de l'association établissaient déjà des plans pour la relance du canal de la Tamise et de la Severn qui dépendait du Stroudwater pour son lien avec la rivière Severn. La Commission des parcs nationaux a déclaré qu'il devait être conservé pour son intérêt patrimonial et sa beauté en 1954, mais il a néanmoins été fermé.
La publication en 1972 de Lost Canals of England and Wales (Canaux perdus d'Angleterre et du Pays de Galles), un livre de Ronald Russell, a entraîné la formation d'un certain nombre de sociétés de restauration de canaux, car il a donné des détails sur 78 canaux abandonnés, et a suggéré que le Stroudwater et la Tamise et Les canaux de la Severn devaient être restaurés.
En 1974, la BBC a présenté une interview d'un résident local, Michael Ayland, qui proposait la restauration de la voie navigable et une discussion fortuite de lui avec un journaliste pour le  Bristol Evening Post , le journal a publié un article intitulé "Exclusif: le canal doit être rouvert à Stroud". Les offres d'aides ont afflué et une première réunion publique a dû être déplacée des salles d'abonnement Stroud à la salle de bal, après qu'il est apparu que la participation prévue de 20 personnes pourrait être dépassée. Quelque 300 personnes se sont réunies dans la salle de bal et la Stroudwater Canal Society a été formée. Elle a été rebaptisée Stroudwater, Thames and Severn Canal Trust en avril 1975 à mesure que la portée du projet s'élargissait et est devenu le Cotswold Canals Trust en juillet 1990. Bien que les propriétaires aient été initialement hostiles au Trust, cela a progressivement changé et en 1979 leur a accordé la permission de commencer les travaux sur la section de Pike Bridge à Eastington à Ryeford afin qu'un bateau d'excursions puisse être utilisé. Les propriétaires ont racheté des sections de la voie navigable qui avaient été précédemment vendues.

### Financements
En 2001, le Cotswold Canals Partnership a été créé, rassemblant les propriétaires, le Cotswold Canals Trust, des conseillers au niveau du district et du comté et un certain nombre d'autres parties intéressées. Une structure appropriée pouvait ainsi faire avancer la restauration.
En 2002, la voie navigable a été jugée hautement prioritaire dans le rapport de l'Association of Inland Navigation Authorities intitulé Vision for Strategic Enhancement of Britain's Inland Navigation Network et a été l'un des nouveaux projets mis en avant lors de la conférence British Waterways Unlocked and Unlimited qui s'est tenue en mars. Le coût estimé du projet de restauration de Stroudwater Navigation et du canal Thames and Severn était de 82 millions de livres sterling.
Après avoir levé 100 000 £, le Cotswold Canals Trust a déposé l'argent auprès du Waterways Trust, dans l'espoir qu'il pourrait être utilisé comme financement complémentaire à toutes les subventions qui pourraient être reçues. Andy Stumpf est devenu le responsable du programme de régénération à plein temps, travaillant sur une importante candidature au Heritage Lottery Fund (HLF) pour financer la restauration, et le canal a été visité par Charles, prince de Galles, en sa qualité de dirigeant du Waterways Trust. Une enquête sur le patrimoine, qui a coûté 60 000 £ et a été financée par l'Inland Waterways Association, a été réalisée, tout comme un plan de développement communautaire et une stratégie de gestion des visiteurs, coûtant 30 000 £ supplémentaires, qui étaient tous des prérequis pour l'offre principale du HLF.
Au moment où l'offre était prête à être soumise, le HLF était sous pression pour les fonds dont il disposait et a demandé à British Waterways, qui dirigeait la candidature, de diviser l'offre et le projet en phases plus petites. Fin 2003, une subvention provisoire de 11,3 millions de livres sterling a été accordée par le HLF, pour permettre la restauration du Stroudwater entre Stonehouse et Wallbridge, et le canal de la Tamise et de la Severn entre Wallbridge et Brimscombe Port. Une somme supplémentaire de 2,9 millions £ a été obtenue du budget interrégional européen pour cette première phase. Au moment où la subvention a été accordée en janvier 2006, elle était passée à £ 11,9 millions et 6 millions de livres supplémentaires de financement de contrepartie ont été reçus de l'Agence de développement régional du sud-ouest de l'Angleterre.
Dans le cadre du processus, les propriétaires ont loué le canal à British Waterways en 2005. Cependant, British Waterways a dû se retirer du programme en 2008, en raison de difficultés financières. Le rôle de chef de projet a été repris par Stroud District Council . À la suite de la réorganisation, la Stroud Valleys Canal Company a été créée en mars 2009. Il s'agit d'une société à responsabilité limitée, avec deux administrateurs indépendants et trois administrateurs représentant le Stroud District Council, les propriétaires et le Cotswold Canals Trust . Son but est de détenir les actifs des canaux, et son statut d'organisme de bienfaisance signifie que les stamp duty land tax n'ont pas à être payés. La société sera responsable de la gestion et de l'entretien du canal une fois qu'il sera rouvert.
En 2013, le ministère des Transports était en train de réorganiser la gestion du financement des grands projets de transport, ce qui a permis au conseil du district de Stroud de soumettre une offre de 1,5 £  million de dollars au Gloucestershire Local Transport Board nouvellement formé pour financer le remplacement du ponceau ferroviaire Ocean par un pont. Une deuxième demande de 650 000 £ a été déposée pour permettre la création d'une partie du sentier longue distance Thames and Severn Way, en particulier le tronçon de Saul Junction à Chalford.
Les offres n'ont cependant pas été retenues.
La section restaurée au réseau national à Saul Junction a été nommée « Stroudwater Navigation Connected ». Une autre demande a été présentée à l'Heritage Lottery Fund. 842 800 £ ont été attribuées pour financer la phase de développement du projet. La somme devant servir à financer des enquêtes, afin que l'impact futur du projet puisse être mesuré, pour une planification détaillée et un travail d'investigation, et pour obtenir l'approbation du projet par l'Environment Agency et Natural England. À condition que le projet soit réalisable et que ses coûts soient réalistes, 9 millions de livres supplémentaires devraient être débloqués début 2020.

### Réalisation
La longueur à restaurer dans la première phase, connue sous le nom de Phase 1a, était d'environ 9 km et présentait certaines des plus grandes difficultés de restauration de l'ensemble (près de 58 km. Grâce à Dudbridge, le canal avait été utilisé dans le cadre d'un programme de secours contre les inondations par l'Environment Agency. L'eau du ruisseau Slad qui passe par un ponceau sous Stroud, rejoint le canal de la Tamise et de la Severn à une courte distance au-dessus de l'écluse inférieure de Wallbridge, la première sur ce canal, tandis que le ruisseau Painswick conflue au-dessus des écluses de Dudbridge et le ruisseau Ruscombe conflue entre les deux portes.
Les portes supérieures des écluses avaient été remplacées par des barrages en béton qui maintenaient le niveau d'eau à des débits normaux autour d'un mètre, inférieur aux niveaux navigables. Sous le pont de l'A419, Dudbridge Road, l'eau s'est déversée dans la rivière Frome. En raison de sa fonction de protection des crues, le canal est ici classé comme une "rivière principale". La remise en état du canal devait l'adapter à des débits importants sur cette section et comprenait des ponceaux de dérivation souterrains, capables de transporter le débit complet des trois cours d'eau en cas d'inondation.
Un nouveau déversoir qui porte un pont de halage a été construit là où l'eau quitte le canal pour entrer dans la rivière Frome et un ensemble de vannes a été construit au-delà du déversoir, pour protéger le canal des niveaux d'eau élevés.
En novembre 2007, les travaux ont commencé pour dégager le canal entre Ryeford Double Lock et Oil Mills Bridge. Le pont Oil Mills a été reconstruit, la maçonnerie laissée après sa démolition étant intégrée au nouveau pont. À la mi-2012, lorsque l'Inland Waterways Association a organisé un festival de trailboat sur le canal rénové, dans le cadre d'un événement appelé "Stroud on Water", plus de 3 km de canal depuis le pont tournant d'Ocean jusqu'au bas des écluses de Dudbridge étaient ouverts à la navigation, tout comme une deuxième section du haut des écluses au bas des écluses de Wallbridge sur le canal de la Tamise et de la Severn. Dans le cadre de la restauration des écluses de Dudbridge, une installation hydroélectrique a été construite. Le projet devrait générer plus de 100 MWh par an, et les revenus de la vente de l'électricité au réseau national aideront à financer l'entretien continu du canal.
Une croisière test a eu lieu le 10 novembre 2017, lorsque le bateau d'entretien Wookey Hole transportait trois personnalités en inspection de l'Heritage Lottery Fund, le directeur général du conseil de district de Stroud et leur chef de projet de canal, le maire de Stroud, le Directeur général des Cotswolds et vice-président de Canals Trust. Ils ont voyagé de The Ocean à Stonebridge vers l'est jusqu'à Bowbridge Lock, avec un arrêt pour le déjeuner à Upper Wallbridge Lock. La croisière a permis aux évaluateurs de réaliser le travail effectué et de valider le projet de la phase 1a, le menant à sa conclusion.

### Cotswold Canals Connected
La deuxième phase du projet de restauration, initialement connue sous le nom de Phase 1b, concernait la section de Stonehouse au Canal Gloucester et Sharpness à Saul, qui avait été bloqué par l' autoroute M5 et la route A38. Une offre de 16 millions de £ a été soumise au Living Landmarks Fund (qui fait partie du Big Lottery Fund) en août 2006. Une attribution provisoire de 250 000 £ a été accordée pour permettre le démarrage de l'étude, mais la demande a été rejeté en novembre 2007. Malgré ce revers, l'argent pour l'achat du terrain autour de la M5 et de l'A38 faisait partie de la subvention de la phase 1 par le HLF. Les propositions pour l'A38 impliquaient un tunnel sous le rond-point de Whitminster ; l'écluse de Bristol Road a été enterrée par la construction du rond-point, et une nouvelle écluse serait construite à l'est de celui-ci. Deux propositions étaient avancées pour passer sous l'autoroute M5 : l'une était pour un nouveau canal le long de la rivière Frome à travers un ponceau existant et l'autre pour un nouveau ponceau plus large, plus proche de la ligne d'origine du canal. En dessous, le canal utilisé pour traverser la Frome à Lockham Aqueduct a été démoli dans les années 1970, lorsque le canal et le chenal de la rivière ont été combinés dans le cadre d'un programme de défense contre les inondations.
Les offres de financement de la loterie du patrimoine ont été rejetées en mai 2012 et en novembre 2015. Une offre révisée a été soumise en novembre 2017 et, à la suite des critiques sur le manque d'investissement des partenaires dans le projet, a été soutenue par une promesse de 3 millions de livres sterling du district de Stroud Council, 700 000 £ du Gloucestershire County Council et 675 000 £ du Canal & River Trust qui a également promis un soutien technique. En outre, le Cotswold Canals Trust a offert une aide financière et du travail bénévole. Ils contribuent à hauteur d'environ 15 000 heures de travail par an et ont commencé à travailler sur le dégagement des canaux et les enquêtes d'investigation sur la section de la phase 1b au début de 2017, avant que tout plan de financement soit disponible. La restauration de la section de Stonehouse à Stroud avait, en 2017, attiré quelque 117 millions de livres sterling d'investissements privés dans le couloir du canal depuis le début des travaux en 2006. De plus, 3 millions de livres sterling supplémentaires devaient être investis dans l'amélioration des infrastructures au port de Brimscombe. Le terminus d'origine du projet de la phase 1a, par le conseil de district de Stroud et l'Homes and Communities Agency.
Début 2016, les travaux ont commencé sur un projet de 210 000 £ pour restaurer l'écluse de jonction sur l'Old Stroudwater à Saul, après qu'une subvention de 75 000 £ ait été reçue du Heritage Lottery Fund. L'écluse n'a pas été rendue navigable, car la voie originale du canal vers la rivière à Framilode est remplie au-delà des portes inférieures et n'est pas nécessaire depuis l'ouverture du canal Gloucester et Sharpness, mais de nouvelles portes d'écluse ont été installées, des panneaux d'interprétation érigés et l'accès a été amélioré. La structure figurait sur le registre English Heritage "Buildings at Risk" avant le début des travaux.

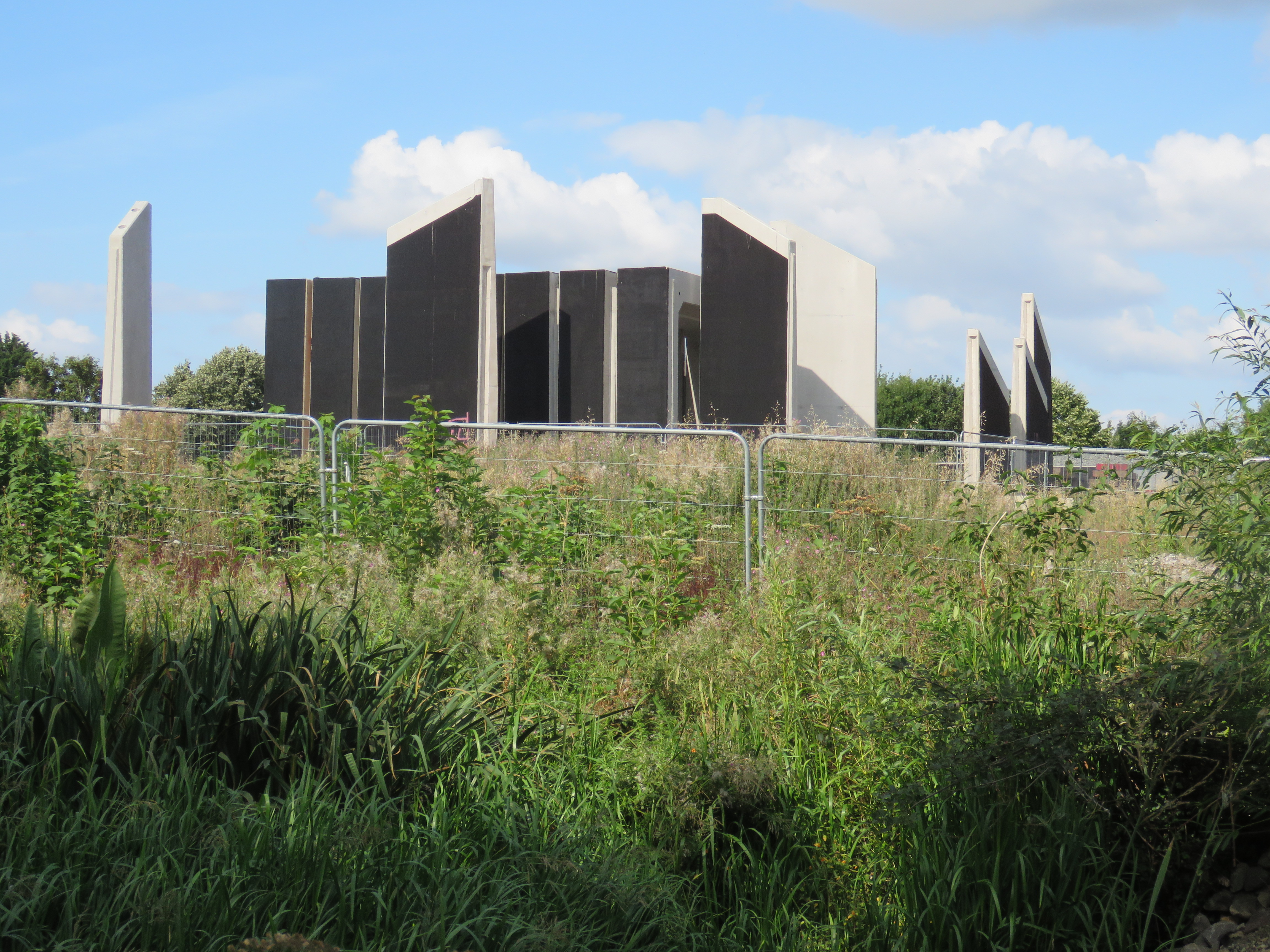
Éléments préfabriqués du pont avant installation à Stonehouse.

En 2018, la phase 1b avait été rebaptisée projet «Cotswold Canals Connected», car elle relierait la section isolée restaurée dans le cadre de la phase 1a au réseau national à Saul Junction. Le Cotswold Canals Trust a reçu un prix de 872 000 £ en 2018 de l'Heritage Lottery Fund pour lui permettre de planifier le projet, qui, selon les estimations, coûterait environ 23,4 millions de £. L'Heritage Lottery Fund était prêt à en fournir une grande partie, mais le prix dépendait de la collecte par le Trust d'un million de livres sterling supplémentaires pour couvrir une lacune dans le financement total. Le projet comprenait la remise en état du mile manquant de canal détruit par la construction de l'autoroute M5 et du rond-point A38, qui a enterré Bristol Road Lock. Dans une tournure inattendue des événements, Highways England a accepté de financer partiellement cette partie des travaux, qui impliquerait deux tunnels, une tranchée substantielle et deux nouvelles écluses. Leur contribution de 4 millions de livres sterling a permis d'avancer des travaux tels que le creusement de tunnels, qui ne peuvent pas être effectués par des bénévoles, accélérant ainsi l'ensemble du projet. L'argent provenait de leur programme de fonds, conçu pour laisser un héritage positif aux générations futures, et financerait quelque 36 ha d'habitats fauniques pour accroître la biodiversité, améliorer la protection contre les inondations dans la région, et des itinéraires pour le vélo et la marche, en plus du rétablissement du chenal du canal. Les progrès ont été rapides et, fin 2020, le canal sous le rond-point avait été construit et rempli d'eau, les dernières étapes de la remise en état du rond-point étant bien avancées. Lors de la cérémonie de remise des prix Institution of Civil Engineers South West Awards 2021, le travail a reçu le prix du meilleur projet de nouvelle construction coûtant moins de 8 millions de livres sterling, et a également remporté le prix du public, après un vote en ligne.
Les travaux ont commencé le 24 décembre 2021 après que 228 m du canal aient été drainés et que les poissons aient été déplacés vers une autre partie du canal. En utilisant la plus grande grue mobile disponible en Grande-Bretagne, pour garantir que l'opération ne soit pas interrompue par des vents violents les huit caissons en béton formant le pont, avec leurs murs en aile et parapets associés, avaient été mis en place par une grue le 29 décembre afin que la reconstruction du remblai ferroviaire puisse commencer..
Le projet a été achevé dans les temps prévus et le chemin de fer a été entièrement rétabli à 4 heures du matin le 1er janvier 2022. La remise en état du canal a impliqué la construction d'un revêtement en argile et le réalignement du chemin de halage, suivi d'un programme de plantation d'arbres sur les berges. Ces travaux n'ont été achevés qu'en mai et une inauguration officielle a eu lieu le 23 mai 2022.
Dans un projet distinct, Severn Trent Water a lancé une mise à niveau de 25 millions de livres sterling du système d'égouts de Stroud en 2021. L'un des moteurs du projet était le fait que l'égout principal traversait le canal juste en dessous de l'écluse de Wallbridge, restreignant considérablement la profondeur de l'eau à cet endroit, et les propriétaires ont fait valoir que Severn Trent n'avait pas obtenu l'autorisation d'y installer le tuyau. Plus de 3,6 km d'égout principal seront remplacés par un tuyau de plus grand diamètre, qui passera sous le canal à un niveau inférieur, permettant aux bateaux qui ne pouvaient pas passer par-dessus l'obstruction de pouvoir le faire. Le projet de renouvellement devrait être achevé fin 2023, et en mai 2022, un tunnelier nommé Florence a été utilisé pour couper l'égout de diamètre 1,5 m sous le canal et le ruisseau Painswick.
Un deuxième tunnelier nommé Suzanne a été mis en service en juillet 2022.
L'ensemble de la phase 1b devrait être achevée d'ici 2025 ; elle implique la restauration des écluses de Newtown, Blunder, Pike, Dock, Westfield et Whitminster, la construction d'une déviation, des nouvelles écluses de la M5 et de Bristol Road et le remplacement du pont piétonnier à faible niveau près de Saul Junction.

## Liens vers d'autres voies navigables
Le canal était directement relié à la Severn (à Framilode) tel qu'il avait été construit à l'origine et se terminait à l'est à Wallbridge Basin, près du centre-ville de Stroud. Le canal de la Tamise et de la  Severn a contourné le bassin de Wallbridge environ dix ans plus tard et a continué à travers Stroud pour gravir la Golden Valley, après son ouverture à travers les collines des Cotswolds jusqu'à Lechlade .
Une jonction entre le Stroudwater et le canal Gloucester et Sharpness (à Saul) est ouverte plus loin, là où ce nouveau canal de navigation contourne la zone dangereuse du Severn exposée aux marées. Elle a considérablement réduit le trafic sur le court 'Old Segment Stroudwater 'de Saul à la rivière à Framilode , bien qu'il soit encore utilisé par les expéditions de charbon de la forêt de Dean comme le trajet le plus court. L'Old Stroudwater est maintenant définitivement abandonné et il est très peu probable qu'il soit un jour restauré car le canal maritime offre un itinéraire plus sûr dans les deux sens.

## Qualité des eaux
L'Environment Agency mesure la qualité de l'eau des cours d'eau en Angleterre. Chacun se voit attribuer un état écologique global qui peut être l'un des cinq niveaux suivants : élevé, bon, modéré, médiocre ou mauvais. Plusieurs éléments sont utilisés pour déterminer notamment l'état biologique qui détermine la quantité et les variétés d'invertébrés, d'angiospermes et de poissons. L'état chimique qui compare les concentrations de divers produits chimiques à des concentrations sûres connues, est classé en bon ou mauvais.
La qualité de l'eau du canal Stroudwater était la suivante en 2021 :
| Section                                    | état écologique | état chimique | Longueur | Prélèvement      | Chenal     |
| ------------------------------------------ | --------------- | ------------- | -------- | ---------------- | ---------- |
| Stroudwater Navigation (Dudbridge east)    | bon             | mauvais       | 4,2 km   | 27 décembre 2021 | artificiel |
| Stroudwater Navigation (Pike Lock à Ebley) | moyen           | mauvais       | 4,3 km   | 27 décembre 2021 | artificiel |

Ces deux sections ne sont pas reliées. La section supérieure se termine à Ebley Weir où la majeure partie de l'eau qui entre dans le canal depuis Slad Brook, Painswick Stream et Ruscombe Brook se déverse dans la rivière Frome. La section inférieure commence un peu plus loin le long du canal, l'écart entre les deux sections n'étant pas surveillé en 2019. Comme de nombreuses voies navigables au Royaume-Uni, l'état chimique est passé de bon à mauvais en 2019, en raison de la présence de polybromodiphényléthers ( PBDE), le sulfonate de perfluorooctane (PFOS) et les composés du mercure, dont aucun n'avait auparavant été inclus dans l'évaluation.

## Pour aller plus loin
- (en) Joan Tucker, The Stroudwater Navigation, a Social History, Tempus, 2003 (ISBN 978-0-7524-2806-2)